# الشيشة (السبرة)

تعديل مصدري - تعديل

الشيشة محلة تابعة لقرية المقهاية، التابعة لعزلة بلادالشعيبي السفلى بمديرية السبرة إحدى مديريات محافظة إب في الجمهورية اليمنية.، بلغ تعداد سكانها 35 حسب تعداد اليمن لعام 2004.